# Boksning under sommer-OL 2012
Bokseturneringerne ved Sommer-OL 2012 i London fandt sted i perioden 28. juli - 12. august 2012 i ExCeL Exhibition Centre.

## Medaljetagere

### Mænd
| Mesterskaber   | Guld                            | Sølv                              | Bronze                                 |
| -------------- | ------------------------------- | --------------------------------- | -------------------------------------- |
| Let-fluevægt   | Zou Shiming · Kina              | Kaeo Pongprayoon · Thailand       | Paddy Barnes · Irland                  |
| Let-fluevægt   | Zou Shiming · Kina              | Kaeo Pongprayoon · Thailand       | David Ayrapetyan · Rusland             |
| Fluevægt       | Robeisy Ramírez · Cuba          | Tugstsogt Nyambayar · Mongoliet   | Misha Alojan · Rusland                 |
| Fluevægt       | Robeisy Ramírez · Cuba          | Tugstsogt Nyambayar · Mongoliet   | Michael Conlan · Irland                |
| Bantamvægt     | Luke Campbell · Storbritannien  | John Joe Nevin · Irland           | Lázaro Álvarez · Cuba                  |
| Bantamvægt     | Luke Campbell · Storbritannien  | John Joe Nevin · Irland           | Satoshi Shimizu · Japan                |
| Letvægt        | Vasyl Lomatjenko · Ukraine      | Han Soon-Chul · Sydkorea          | Yasniel Toledo · Cuba                  |
| Letvægt        | Vasyl Lomatjenko · Ukraine      | Han Soon-Chul · Sydkorea          | Evaldas Petrauskas · Litauen           |
| Letweltervægt  | Roniel Iglesias · Cuba          | Denys Berinchyk · Ukraine         | Vincenzo Mangiacapre · Italien         |
| Letweltervægt  | Roniel Iglesias · Cuba          | Denys Berinchyk · Ukraine         | Uranchimegiin Mönkh-Erdene · Mongoliet |
| Weltervægt     | Serik Sapiyev · Kasakhstan      | Fred Evans · Storbritannien       | Taras Shelestyuk · Ukraine             |
| Weltervægt     | Serik Sapiyev · Kasakhstan      | Fred Evans · Storbritannien       | Andrej Zamkovoj · Rusland              |
| Mellemvægt     | Ryōta Murata · Japan            | Esquiva Falcão · Brasilien        | Anthony Ogogo · Storbritannien         |
| Mellemvægt     | Ryōta Murata · Japan            | Esquiva Falcão · Brasilien        | Abbos Atoev · Usbekistan               |
| Letsværvægt    | Egor Mekhontsev · Rusland       | Adilbek Niyazymbetov · Kasakhstan | Yamaguchi Falcão · Brasilien           |
| Letsværvægt    | Egor Mekhontsev · Rusland       | Adilbek Niyazymbetov · Kasakhstan | Oleksandr Gvozdyk · Ukraine            |
| Sværvægt       | Oleksandr Usyk · Ukraine        | Clemente Russo · Italien          | Tervel Pulev · Bulgarien               |
| Sværvægt       | Oleksandr Usyk · Ukraine        | Clemente Russo · Italien          | Teymur Mammadov · Aserbajdsjan         |
| Super-sværvægt | Anthony Joshua · Storbritannien | Roberto Cammarelle · Italien      | Magomedrasul Majidov · Aserbajdsjan    |
| Super-sværvægt | Anthony Joshua · Storbritannien | Roberto Cammarelle · Italien      | Ivan Dychko · Kasakhstan               |

### Kvinder
| Mesterskaber | Guld                          | Sølv                        | Bronze                          |
| ------------ | ----------------------------- | --------------------------- | ------------------------------- |
| Fluevægt     | Nicola Adams · Storbritannien | Ren Cancan · Kina           | Marlen Esparza · USA            |
| Fluevægt     | Nicola Adams · Storbritannien | Ren Cancan · Kina           | Mary Kom · Indien               |
| Letvægt      | Katie Taylor · Irland         | Sofya Ochigava · Rusland    | Mavzuna Chorieva · Tadsjikistan |
| Letvægt      | Katie Taylor · Irland         | Sofya Ochigava · Rusland    | Adriana Araujo · Brasilien      |
| Mellemvægt   | Claressa Shields · USA        | Nadezda Torlopova · Rusland | Marina Volnova · Kasakhstan     |
| Mellemvægt   | Claressa Shields · USA        | Nadezda Torlopova · Rusland | Li Jinzi · Kina                 |